# Libertas-Ciudadanos de España
Libertas-Ciudadanos de España es el nombre que adoptó una coalición electoral formada en España para presentarse a las elecciones al Parlamento Europeo de 2009. Formada por la coalición Ciudadanos de España, formada por Ciudadanos-Partido de la Ciudadanía (Cs), Unión del Pueblo Salmantino (UPS) y Partido Social Demócrata Español (PSDE), y coaligada ésta a su vez con el partido europeo Libertas. 
Se presentó con el fin de hacer bandera de una Unión Europea más transparente y democrática, en la cual los ciudadanos de los países miembros tengan una participación más activa.
Su cabeza de lista fue el abogado y empresario español Miguel Durán.
La lista logró 22.903 votos (un 0,15% de los votos a candidaturas), quedándose fuera del Parlamento Europeo. Sus mejores resultados los tuvo en las provincias catalanas (0,41% en Barcelona, 0,28% en Tarragona, 0,21% en Lérida y 0,20% en Gerona), Salamanca (0,37%) y Soria (0,27%).